# Manoir de Vanaja
Le manoir de Vanaja (finnois : Vanajan kartano) est un manoir situé dans le quartier d'Hakumäki à Hämeenlinna en Finlande.

## Présentation
La manoir est construit dans les années 1920 au bord du lac Katumajärvi pour servir de pavillon de chasse au Dr Wilhelm Rosenlew.
L'édifice devait être la résidence d'été du président de la République pendant la seconde guerre mondiale, mais il est pris par les allemands et doit donc être remis à l'Union soviétique après la guerre dans le cadre des prétendues créances allemandes (fi).  L'Union soviétique vendra le manoir de Vanaja à la Fondation Yrjö Sirola, qui y abritera l'institut Sirola de 1946 à 1994.
La ville d'Hämeenlinna achète le manoir dans les années 1990. Il abrite aujourd'hui un hôtel et un restaurant et le bâtiment peut être loué pour divers événements.